# Clubiona inquilina
Clubiona inquilina är en spindelart som beskrevs av Christa L. Deeleman-Reinhold 200. Clubiona inquilina ingår i släktet Clubiona och familjen säckspindlar. Inga underarter finns listade i Catalogue of Life.